# Resolutie 147 Veiligheidsraad Verenigde Naties
Resolutie 147 van de Veiligheidsraad van de Verenigde Naties werd op 23 augustus 1960 met unanimiteit aangenomen door de Veiligheidsraad van de Verenigde Naties, als eerste van acht resoluties op die datum.

## Inhoud
De Veiligheidsraad had de aanvraag voor VN-lidmaatschap van Dahomey, het huidige Benin, bestudeerd, en beval de Algemene Vergadering aan om de Republiek Dahomey het VN-lidmaatschap te verlenen.

## Verwante resoluties
- Resolutie 141 Veiligheidsraad Verenigde Naties (Somalië)
- Resolutie 142 Veiligheidsraad Verenigde Naties (Congo)
- Resolutie 148 Veiligheidsraad Verenigde Naties (Niger)
- Resolutie 149 Veiligheidsraad Verenigde Naties (Opper-Volta)

Lijst ·  133 ·  134 ·  135 ·  136 ·  137 ·  138 ·  139 ·  140 ·  141 ·  142 ·  143 ·  144 ·  145 ·  146 ·  147 ·  148 ·  149 ·  150 ·  151 ·  152 ·  153 ·  154 ·  155 ·  156 ·  157 ·  158 ·  159 ·  160